# Nehoda lanové dráhy v Cavalese 1998
Druhá tragická nehoda kabinové visuté lanové dráhy u města Cavalese v severní Itálii se stala 3. února 1998. Došlo k ní 22 let po první tragické nehodě na stejné lanové dráze. Tentokrát za neštěstí mohl nade vši pochybnost lidský faktor, a sice hrubá nedbalost posádky amerického letounu, která svým riskantním letem přeťala nosné lano a svrhla tak kabinku i s dvaceti lidmi do propasti.

## Průběh
Piloti USAFE umístění na letecké základně Aviano rádi létali při svých letech v horských údolích v hraniční letové hladině i hluboko pod ní (ačkoliv nově přijaté italské zákony nedovolovaly létat v oblasti Tridentska-Horní Adiže níže než 2000 ft neboli 610 m), navíc vyššími rychlostmi, než měli povoleno (nad 800 km/h).
3. února 1998 se stalo manévrování letadla v nízké výšce kolem sta metrů osudným 20 turistům. Toho dne se ve 12.20 vrátil na základnu Aviano stroj Grumman EA-6 Prowler (volací znak Easy 01) z hlídkovací mise nad Bosnou v rámci Operace Rozhodná síla. Dále už konkrétně tento letoun neměl nad Itálií vzlétnout, ale hned na druhý den se vrátit do USA; aby se však americká posádka vyhnula zákazu letu od italských úřadů, předložila jim falešný letový plán týkající se jiného letounu, stíhačky F-16. Ve 14.35 tedy stroj opět odstartoval, a to na nácvik letu v nízkých letových hladinách, ne níže než 1000 ft (cca 305 m) – což i tak byla ignorace italských norem. Čtyřčlenná posádka ve složení pilot kpt. Richard J. Ashby (pro něj to byl vůbec první let nad italským terénem, navíc pilotoval po osmiměsíční přestávce), navigátor Joseph Schweitzer, kpt. William Raney a kpt. Chandler Seagraves od počátku letěla riskantně nízko. Navigátor Schweitzer absolvoval svůj poslední let před odchodem do výslužby a za tím účelem si vypůjčil videokameru, aby, jak později přiznal při vyšetřování, natočil jak nízko nad Alpami létali a mohl se tím pochlubit kamarádům a rodině.
Ve 14.50 přeletěl Easy 01 v nízké výšce a nadměrné rychlosti nad městečkem Dimaro, o pár minut později nad Pellizzanem, v 15.08 pak nad Vezzanem, to již ve výšce pouze kolem 100 m. V 15.13 náhle posádka, podle svých pozdějších slov „šokovaná“, spatřila před sebou kabel – pilot měl pouhou jednu sekundu na rozhodnutí – a ve snaze vyhnout se střetu pilot Ashby stlačil nos letounu dolů, ovšem kontaktu s nosným lanem lanovky ve výši zhruba 111 m nezabránil. Pravým křídlem ho přeťal, část křídla a SOP byly lanem odříznuty, ale pilotovi se podařilo v pořádku nouzově přistát zpět na základně v Avianu, byť se posádka krátce po kolizi obávala, že se bude muset katapultovat. Lanovková kabinka, právě stoupající vzhůru na horu Alpe Cermis, se z výše cca 80 m zřítila na zem a všichni pasažéři zemřeli. Byli to občané Německa (8 lidí), Belgie (5), Itálie (3), Polska (2), Rakouska (1) a Nizozemska (1).

## Vyšetřování a soudy
Posádka odmítla před italským soudem vypovídat a musela být na základě smluv NATO ponechána pod americkou vojenskou jurisdikcí. Americkými orgány byli sice obviněni původně všichni čtyři letci, ovšem před soudem nakonec stanuli pouze pilot Ashby a navigátor Schweitzer. Oba u vojenského soudu na základně Camp Lejeune v Jacksonville v Severní Karolíně čelili obvinění z neúmyslného zabití a zabití z nedbalosti; porota však uznala argumenty obhajoby, že pilot neměl lanovku zakreslenou na mapě, údajně mu nefungoval výškoměr a prý nevěděl o výškových omezeních letu, a tak byli oba obvinění 4. března 1998 osvobozeni. (Z utajené vyšetřovací zprávy se ale o 13 let později ukázalo, že výškoměr fungoval normálně, dále, že italská nařízení o minimální letové výšce a mapy se zakreslenou trasou lanovky byly americkým posádkám letadel předány již v dubnu 1997. Obálky s těmito pokyny a mapami byly nalezeny též v kabině dotyčného letounu – neotevřené.)
V srpnu téhož roku však byli oba muži – na základě nové výpovědi jejich kolegy Seagravese – obviněni podruhé, tentokrát za maření spravedlnosti a „chování nehodné důstojníka a džentlmena“, když vyšlo najevo, že zničili videozáznam (konkrétně navigátor Schweitzer, jemuž to nařídil Ashby) z letadla ze dne nehody. Oba byli uznáni vinnými a propuštěni z armády bez nároku na důchod; pilot byl také odsouzen k trestu odnětí svobody v délce šesti měsíců nepodmíněně (z čehož odseděl čtyři a půl měsíce). Proti ztrátě nároku na vojenský důchod se později Ashby i Schweitzer odvolali, s odůvodněním, že jejich odsouzení bylo provedeno na nátlak italské vlády; 27. června 2007 bylo odvolání zamítnuto.

## Dopady události
Tragédie a způsob jejího (ne)řešení ze strany americké armády vyvolala rozhořčení a mohutné protiamerické demonstrace v celé Itálii, kdy značná část veřejnosti požadovala odchod všech amerických vojáků ze svého území. Italští politici, v čele s premiérem Romanem Prodim a následně i jeho premiérským nástupcem Massimem D'Alemou, chtěli alespoň přísný trest pro „všechny viníky“. Americký prezident Bill Clinton se musel Italům několikrát omluvit; také prohlásil, že „Amerika by jednoznačně měla nést odpovědnost za to, co se stalo“. Odškodnění obětem, ve výši 1 900 000 $ za osobu, vyplatila v prosinci 1999 pozůstalým italská vláda; následně USA dle litery smluv NATO nahradily Itálii tři čtvrtiny celkové odškodňovací částky.